# Marie Sternbergová
Marie Leopoldina Sternbergová, rozená Lobkowiczová (8. prosince 1943 Plzeň – 2. října 2017 Klatovy), celým jménem Maria Immaculata Leopoldine Clementina Aloisia Theresia Jaroslava Gabriella Antonia Eleonora Anna Odilia Marta princezna Lobkowiczová byla členkou křimické linie roudnické větve rodu Lobkowiczů. Její šlechtický titul (v zemích, kde nebylo jejich užívání zákonem zrušeno či zakázáno) byl princezna, sňatkem s Janem Boskem Sternbergem získala titul hraběnka. Byla dámou řádu Hvězdového kříže a dámou Maltézského řádu. Byla aktivní v charitě.
Byla pohřbena na hřbitově v Českém Šternberku.

## Rodina
Narodila se jako třetí potomek a druhá dcera Jaroslava Lobkowicze (1910–1985), pozdějšího 13. knížete z Lobkowicz, a Gabriely rozené hraběnky Korff-Schmising-Kerssenbrock (1917–2008). Byla sestrou ostravsko-opavského biskupa Františka Lobkowicze, někdejšího poslance Jaroslava Lobkowicze, opata tepelského kláštera premonstrátů Filipa Zdeňka Lobkowicze a Polyxeny Czerninové.
Marie Leopoldina se 4. července 1964 ve Vejprnicích vdala za Jana Boska Sternberga (25. listopadu 1936 Praha – 14. září 2012). Nesměla studovat na vysoké škole, proto celý život pracovala jako asistentka hygienické služby na hygienické stanici v Sokolově. Narodily se jim dvě děti:
- 1. Jiří (* 29. listopad 1968 Senden)
  - ∞ (25. listopad 1995 Jemniště) Petra Říhová (* 21. únor 1975 Jindřichův Hradec), jejich děti:
    - 1. Vojtěch Václav (* 16. září 1996 Benešov)
    - 2. Isabela (* 26. leden 1999 Neratovice)
- 2. Kateřina (* 2. leden 1974 Plzeň)
  - ∞ (6. července 1996 Jemniště) Petr Žák (* 10. březen 1974 Klatovy), výrobce třímetrových leteckých modelů řízených rádiem, jejich děti:
    - 1. Tereza
    - 2. Klára
    - 3. Kryštof